# Bruce Harlan
Bruce Harlan (Estados Unidos, 2 de enero de 1926-Norwalk (Connecticut), 22 de junio de 1959) fue un clavadista o saltador de trampolín estadounidense especializado en trampolín de 3 metros, donde consiguió ser campeón olímpico en 1948 y subcampeón olímpico en la plataforma de 10 metros.

## Carrera deportiva
En los Juegos Olímpicos de 1948 celebrados en Londres (Reino Unido) ganó la medalla de oro en los saltos desde el trampolín de 3 metros, con una puntuación de 163 puntos, por delante de sus compatriotas Miller Anderson y Samuel Lee; y también ganó la medalla de plata en los saltos desde la plataforma de 10 metros, tras Samuel Lee y por delante del mexicano Joaquín Capilla.